# Kulmitzen
Kulmitzen ist eine Ortschaft in der Gemeinde Straßburg im Bezirk St. Veit an der Glan in Kärnten. Die Ortschaft hat 0 Einwohner (Stand 1. Jänner 2024). 

## Lage

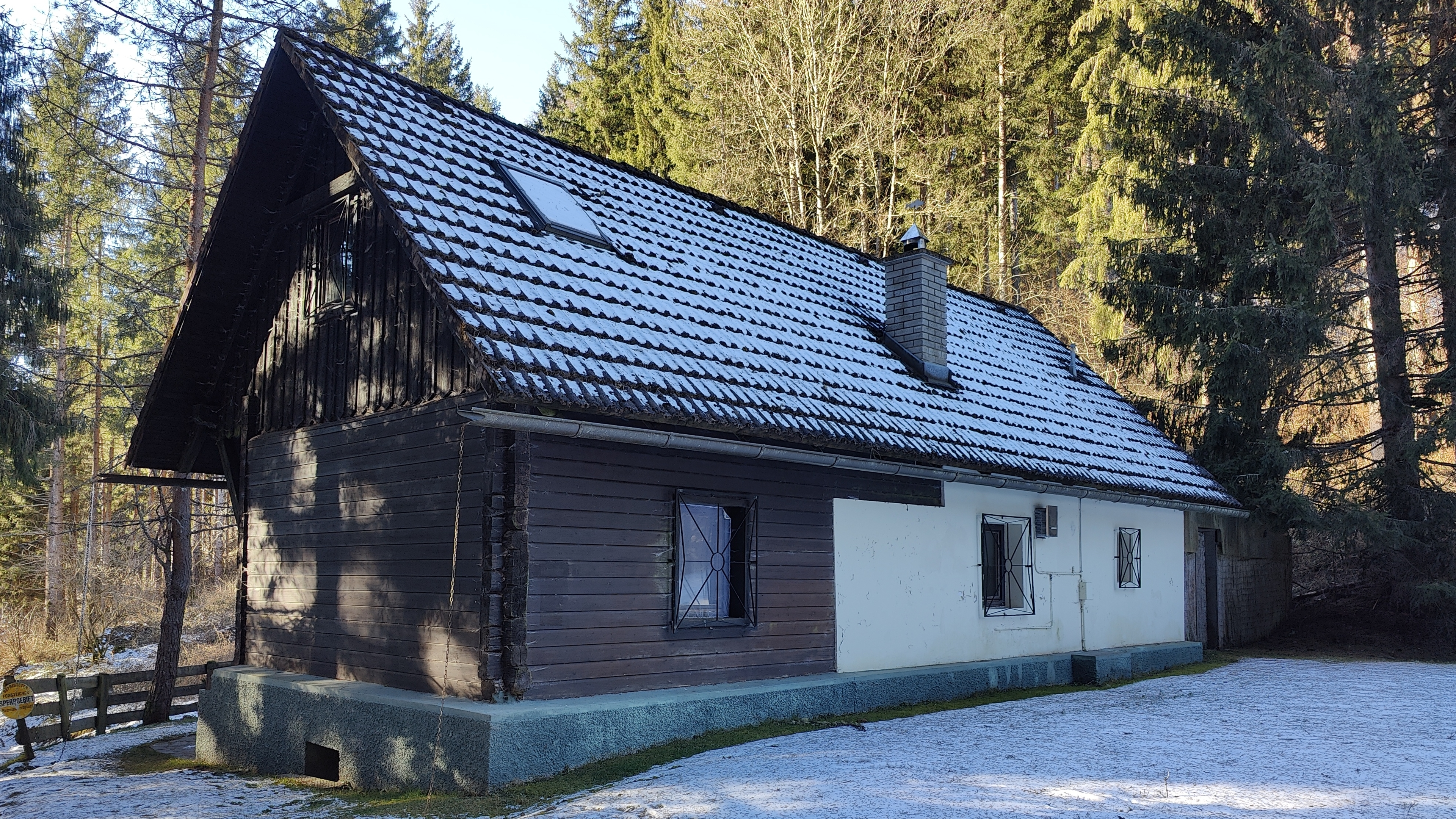
Kulmitzen Nr. 2, vulgo Teichbauer

Die Ortschaft liegt im Norden des Bezirks Sankt Veit an der Glan, am Mödringbergzug, am Nordostrand der Gemeinde Straßburg, auf dem Gebiet der Katastralgemeinde St. Georgen. Der Ort ist zwar nur 1 ½ bis 2 ½ km Luftlinie von der Stadt Friesach entfernt, liegt aber 300 Höhenmeter höher, ist nur auf unbefestigten Wegen erreichbar und vom für Kulmitzen zuständigen Gemeindehauptort Straßburg etwa 15 Straßenkilometer entfernt. 
Nur mehr zwei Gebäude des Orts sind erhalten, und auch die sind nicht mehr bewohnt: der Teichbauer (Kulmitzen Nr. 2) bei den Drei Teichen, der am leichtesten von Micheldorf aus erreichbar ist, und das Haus Kulmitzen Nr. 6, das am leichtesten von Friesach über Dörfl erreichbar ist.

## Geschichte
Kulmitzen wird im 13. Jahrhundert als Cholmenz genannt. Vom 12. bis zum 17. Jahrhundert wurde hier Silberbergbau betrieben, von Mitte des 17. bis Ende des 18. Jahrhunderts wurde Eisenerz gefördert. In josephinischer Zeit erwog man die Errichtung einer Lokalkaplanei in Dobersberg (Gemeinde Straßburg), die für Dobersberg und Kulmitzen (die beiden Orte hatten damals insgesamt mehr als 150 Einwohner) zuständig gewesen wäre.

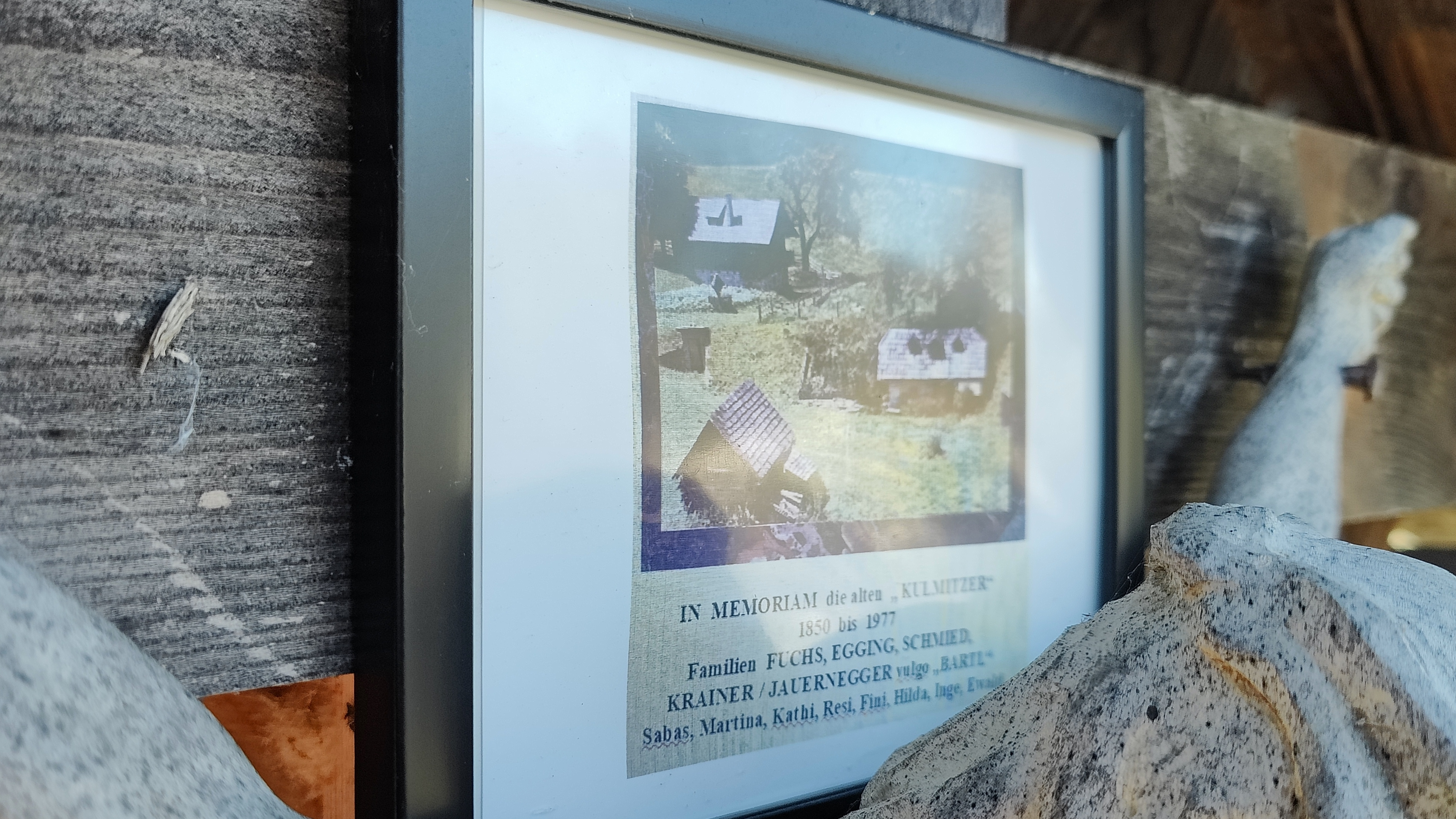
Am Marterl bei Kulmitzen Nr. 6 wird an die ehemals im Ort lebenden Familien Fuchs, Egging, Schmied, Krainer/Jauernegger vulgo Bartl erinnert.

Seit Gründung der Ortsgemeinden Mitte des 19. Jahrhunderts gehört Kulmitzen zur Stadtgemeinde Straßburg. Aufgrund der Land- und Höhenflucht wurde der Ort allmählich verlassen. Die meisten Häuser verfielen in der zweiten Hälfte des 20. Jahrhunderts und wurden abgetragen, so auch das kulturgeschichtlich bedeutsame, aus dem 17. Jahrhundert stammende Haus des Hutmanns (ehemals Kulmitzen Nr. 8).

## Bevölkerungsentwicklung
Für die Ortschaft ermittelte man folgende Einwohnerzahlen:
- 1869: 9 Häuser, 37 Einwohner[5]
- 1880: 9 Häuser, 23 Einwohner[6]
- 1890: 4 Häuser, 31 Einwohner[7]
- 1900: 5 Häuser, 34 Einwohner[8]
- 1910: 5 Häuser, 28 Einwohner[9]
- 1923: 5 Häuser, 28 Einwohner[10]
- 1934: 31 Einwohner[11]
- 1961: 4 Häuser, 13 Einwohner[12]
- 2001: 1 Gebäude (davon 1 mit Hauptwohnsitz) mit 2 Wohnungen und 1 Haushalt; 3 Einwohner und 2 Nebenwohnsitzfälle; 0 land- und forstwirtschaftliche Betriebe, 0 Arbeitsstätten[13]
- 2011: 1 Gebäude, 1 Einwohner, 1 Haushalt, 0 Arbeitsstätten[14]
- 2021: 1 Gebäude, 0 Einwohner, 0 Haushalte, 0 Arbeitsstätten.[15]